# Matt Greene
Matt Greene, född 13 maj 1983 i Grand Ledge, Michigan, är en amerikansk före detta professionell ishockeyspelare.
Han spelade under sin karriär på NHL-nivå för Los Angeles Kings och Edmonton Oilers. 
Greene vann Stanley Cup två gånger under sin karriär, 2012 och 2014, båda med Los Angeles Kings.
Han blev köpt ut ur sitt kontrakt av Kings den 23 juni 2017, och den 14 augusti samma år gick han officiellt i pension och blev samtidigt anställd som scout för Los Angeles Kings.

## Statistik
| 2002–03      | University of North Dakota | WCHA         | 39  | 0  | 4  | 4  | 135 | —  | — | —  | —  | —  |
| 2003–04      | University of North Dakota | WCHA         | 40  | 1  | 16 | 17 | 86  | —  | — | —  | —  | —  |
| 2004–05      | University of North Dakota | WCHA         | 41  | 2  | 8  | 10 | 126 | —  | — | —  | —  | —  |
| 2005–06      | Iowa Stars                 | AHL          | 26  | 2  | 5  | 7  | 47  | —  | — | —  | —  | —  |
| 2005–06      | Edmonton Oilers            | NHL          | 27  | 0  | 2  | 2  | 43  | 18 | 0 | 1  | 1  | 34 |
| 2006–07      | Edmonton Oilers            | NHL          | 78  | 1  | 9  | 10 | 109 | —  | — | —  | —  | —  |
| 2007–08      | Edmonton Oilers            | NHL          | 46  | 0  | 1  | 1  | 53  | —  | — | —  | —  | —  |
| 2008–09      | Los Angeles Kings          | NHL          | 82  | 2  | 12 | 14 | 111 | —  | — | —  | —  | —  |
| 2009–10      | Los Angeles Kings          | NHL          | 75  | 2  | 7  | 9  | 83  | 6  | 0 | 1  | 1  | 0  |
| 2010–11      | Los Angeles Kings          | NHL          | 71  | 2  | 9  | 11 | 70  | 6  | 0 | 0  | 0  | 14 |
| 2011–12      | Los Angeles Kings          | NHL          | 82  | 4  | 11 | 15 | 58  | 20 | 2 | 4  | 6  | 12 |
| 2012–13      | Los Angeles Kings          | NHL          | 5   | 0  | 1  | 1  | 8   | 9  | 0 | 2  | 2  | 6  |
| 2013–14      | Los Angeles Kings          | NHL          | 38  | 2  | 4  | 6  | 47  | 20 | 0 | 4  | 4  | 16 |
| 2014–15      | Los Angeles Kings          | NHL          | 82  | 3  | 6  | 9  | 54  |    |   |    |    |    |
| 2015–16      | Los Angeles Kings          | NHL          | 3   | 0  | 0  | 0  | 8   |    |   |    |    |    |
| 2016–17      | Los Angeles Kings          | NHL          | 26  | 1  | 1  | 2  | 19  |    |   |    |    |    |
| Totalt (NHL) | Totalt (NHL)               | Totalt (NHL) | 615 | 17 | 63 | 80 | 663 | 79 | 2 | 12 | 14 | 82 |